# Forges de Finspång
Situées au sud-ouest de Stockholm sur sept commune, dont celle de Finspång, appelée la commune aux 400 lacs, les forges de Finspång jouèrent à partir de 1619 un rôle considérable dans l'histoire de la Suède. 
Elles permirent au pays de se développer et de gagner la guerre de Trente Ans, grâce à la production des canons bon marché, plus nombreux et plus maniables, appelés « canons de cuir », associant le fer et le cuivre. Désignées pendant longtemps en France sous le nom de « pièces suédoises », ces canons réputés furent ensuite commandés par le roi de Suède.

## L'œuvre du Wallon Louis de Geer

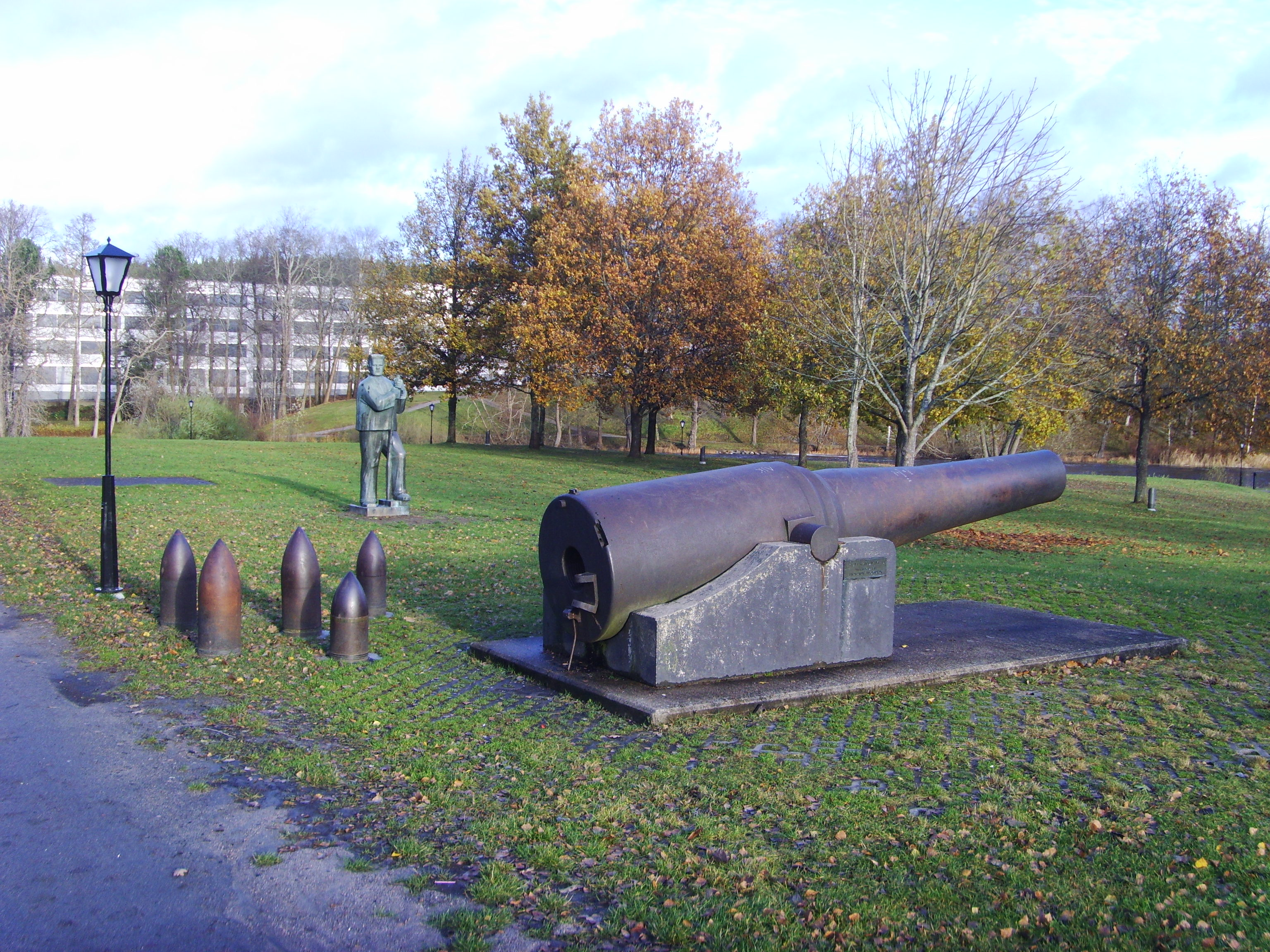
Canon M/70, calibre de 24 cm, fabriqué par les forges de Finspång.

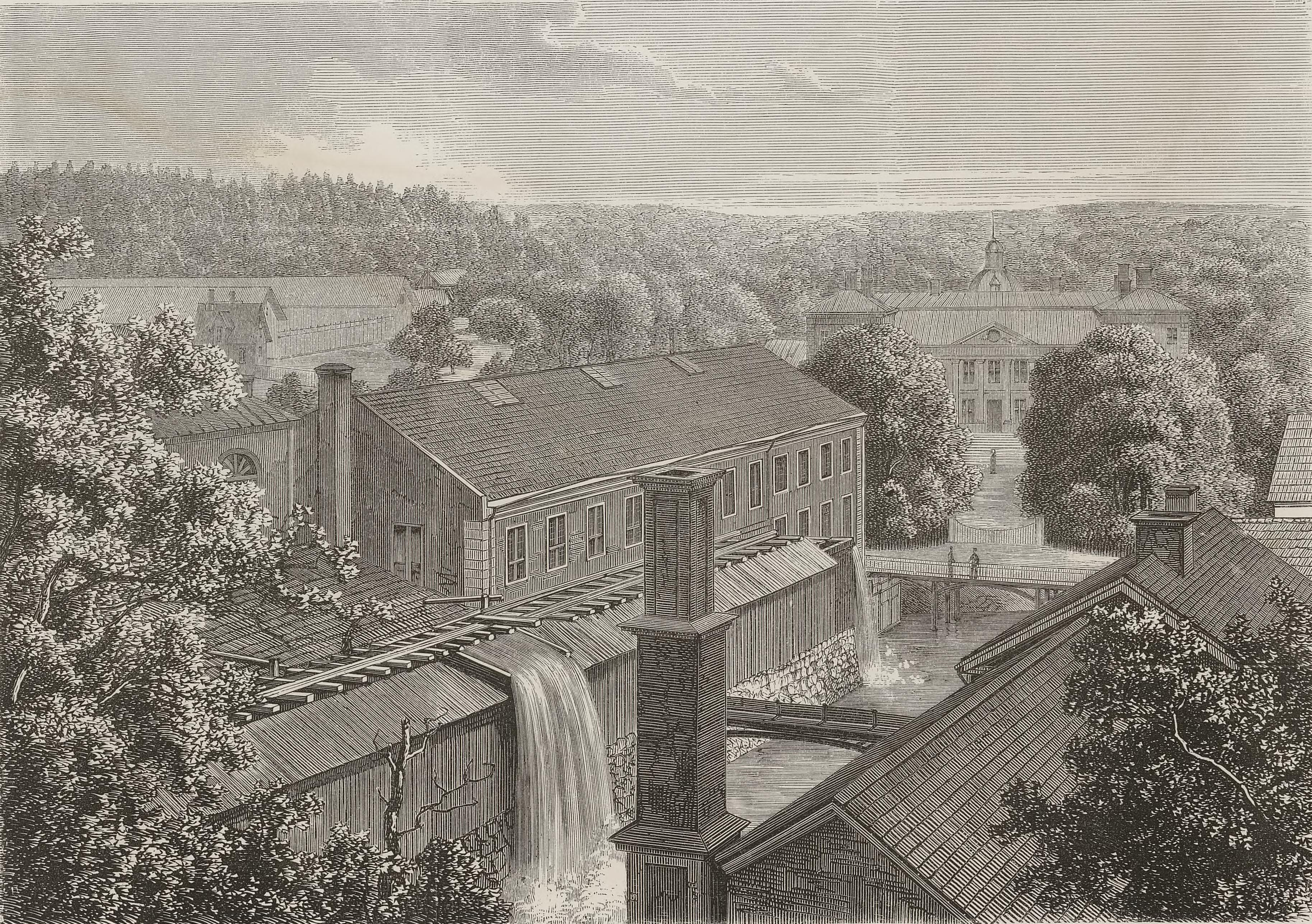
Les forges de Finspång, illustration tirée du livre Nordiska Taflor d'auteur inconnu et publié par Albert Bonniers förlag (vers 1868).

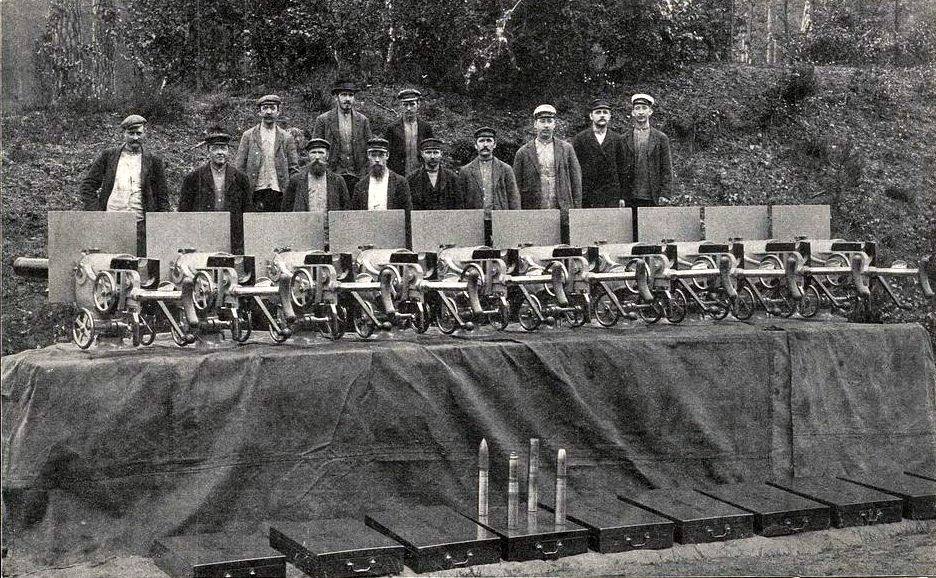
Ouvriers et canons des forges de Finspång (avant 1906).

Les forges étaient situées dans la province d'Ostrogothie, au centre de vastes forêts de pins, de sapins, sur les bords d'une rivière dont la chute d'eau procurait de l'énergie hydraulique. La facilité du transport vers la ville de Norrköping, au bord de la mer, facilitait l'exportation.
Introduit en Suède, par l'exilé wallon protestant Guillaume de Bèche, le Wallon Louis De Geer (1587-1652), commerçant et financier, avait quitté Liège pour Dordrecht puis Amsterdam lors de la création des Pays-Bas, ce qui l'amène à importer des pièces d'artillerie de Suède, puis exporter des canons en Suède de 1612 à 1615. Courtier pour les négociants wallons, il se lance dans le commerce des armes et munitions, exploitant les ressources en soufre et salpêtre de la Wallonie, puis devient armateur et banquier du roi Gustave Adolphe de Suède. En 1619, le roi lui concède, avec Guillaume de Bèche, le droit à l’exploitation des forges de Finspång, en garantie pour les financements hollandais qui lui avaient permis de mener la guerre contre le Danemark, donnant à la Suède l'accès à l'océan par le droit de passage dans les détroits danois.

## Le développement industriel de la Suède
Finspång joua un rôle capital dans le développement industriel de la Suède, grâce à sa forges et à ses hauts-fourneaux. À la même époque, la Suède connait aussi une expansion de la production de cuivre grâce à la mine de Falun. Ce sont les prémices de la révolution industrielle suédoise.  Les forges étaient entourées de villages sidérurgiques isolés de l’habitat local, consacrés à la production de fer, dans lesquels le gouvernement suédois a massivement investi. Le site comptait une fabrique de canons, une clouterie et deux forges, l'une de cuivre et l'autre de fer. À l'époque où de Geer prit à ferme la forge de Finspong, il n'y trouva qu'un petit fourneau, exploité péniblement. Le bail fut démarré le 16 octobre 1619 pour une somme annuelle de 5 675 riksdaler. Douze forges furent construites, pour la confection des barres, puis de canons.
Le paiement de tous ces travaux fut en majeure partie fait en cuivre, à cette époque presque la seule grande ressource du gouvernement suédois, ce qui en déplaça le marché de Lübeck vers Amsterdam. En 1626, De Geer prit l'administration supérieure de la Société du cuivre, établie par le roi de Suède quatre ans auparavant, puis introduisit à Norrköping, Nyköping et Danwick un nouveau système à forger le cuivre. En 1627, prit concession auprès du roi de Suède de trois nouvelles forges d'acier, Löfsta, Gimo et Österby, dans la province d'Uplande.

## L'immigration allemande puis wallonne
Avant son arrivée, le fer suédois était forgé en Allemagne, d'où Louis De Geer fit venir ses premiers ouvriers, pour les établir à Norrköping à la confection de cuirasse, mousquets et fusils.
Entre 1620 et 1640, près de cinq mille Français et Wallons s'expatrièrent en Suède, principalement venus du Namurois, dont beaucoup de la commune métallurgiste d'Yvoir, centre le plus important du comté de Namur, de Walcourt, de la région liégeoise et du pays de Franchimont s'expatrièrent. Une bonne partie était aussi originaire de la vallée du Bocq. Certains sont partis à (Allemagne). La plupart ont répondu à l’appel à l'émigration en Suède sur fond de Guerre de Trente Ans, avec bureau de recrutement et contrats de travail soigneusement rédigés. Une partie d'entre eux se dirigeaient aussi vers les forges de l’Upsala, au nord-est de Stockholm.
En 1627, le roi Philippe IV d'Espagne, souverain de la Wallonie, dans les Pays-Bas espagnols, publia un édit défendant aux forgerons de ce pays d'aller « granailler au royaume de Suède ».